# Robertson Davies
William Robertson Davies (28. srpna 1913 Thamesville – 2. prosince 1995 Orangeville) byl kanadský spisovatel, literární kritik a novinář. Proslavil se třemi románovými trilogiemi (The Salterton Trilogy, The Deptford Trilogy, The Cornish Trilogy).

## Život
Vyrůstal v bohaté a vzdělané rodině politika a senátora. Vystudoval literaturu na Queen's University v Kingstonu a na Balliolově koleji na Oxfordské univerzitě, kde absolvoval v roce 1938. Jeho závěrečná práce byla věnována shakespearovskému herectví (později ji v přepracované verzi i vydal). V Oxfordu také potkal svou budoucí ženu, Australanku Brendu a chvíli spolu žili ve Walesu, odkud pocházel jeho otec. V roce 1940 však spolu odjeli do Kanady. Davies zde převzal kulturní rubriku časopisu Saturday Night, později se stal šéfredaktorem časopisu Peterborough Examiner. Spolu s některými dalšími členy rodiny ho odkoupil a záhy založil další lokální média, noviny The Kingston Whig-Standard, plus dvě rozhlasové a dvě televizní stanice. Examiner vedl do roku 1955, poté až do roku 1965 řídil celé vydavatelství. V Examineru publikoval vtipné úvahy pod pseudonymem Samuel Marchbanks, které vyšly ve třech svazcích (1947, 1949, 1967). V roce 1948 publikoval své první divadelní hry. Byl spoluzakladatelem Stratford Shakespearean Festival a dlouhá léta pak působil v jeho správní radě. Přesto, že divadlo bylo jeho velkou láskou, nakonec dosáhl největšího úspěchu v beletrii. Průlomem se stala kniha Tempest-Tost, která vyšla v roce 1951, a která se stala prvním dílem jeho první trilogie zvané The Salterton Trilogy (další díly vyšly v roce 1954 a 1958). Davies v románech popsal život v malých kanadských městečkách z pohledu lokálních novinářů, tedy vytěžil svou osobní zkušenost, neboť v takových malých městech vždy žil a v lokálních médiích pracoval. V roce 1960 krom toho začal vyučovat literaturu na Torontské univerzitě a činil tak až do roku 1980. V roce 1963 na Torontské univerzitě založil i novou instituci postgraduálního vzdělávání nazvanou Massey College. Silná jungiánská inspirace je cítit z románu Fifth Business, který vydal v roce 1970, a který se stal základem jeho další trilogie zvané The Deptford Trilogy. Za druhý díl z roku 1972 obdržel cenu generálního guvernéra, nejprestižnější kanadské literární ocenění. Když Davies odešel ze své pozice na univerzitě, publikoval sedmý román, satiru na akademický život nazvanou The Rebel Angels (1981). Nakonec z ní učil první díl své třetí trilogie, The Cornish Trilogy. Byl blízkým přítelem politologa Johna Kennetha Galbraitha a amerického spisovatele Johna Irvinga, který také promluvil na Daviesově pohřbu.

### Romány
- The Salterton Trilogy
  - Tempest-Tost (1951)
  - Leaven of Malice (1954)
  - A Mixture of Frailties (1958)
- The Deptford Trilogy
  - Fifth Business (1970)
  - The Manticore (1972)
  - World of Wonders (1975)
- The Cornish Trilogy
  - The Rebel Angels (1981)
  - What's Bred in the Bone (1985)
  - The Lyre of Orpheus (1988)
- The Toronto Trilogy (nedokončená)
  - Murther and Walking Spirits (1991)
  - The Cunning Man (1994)

### Povídky
- High Spirits (1982)

### Publicistika

#### Úvahy
- The Diary of Samuel Marchbanks (1947)
- The Table Talk of Samuel Marchbanks (1949)
- Samuel Marchbanks' Almanack (1967)

- The Papers of Samuel Marchbanks (1985) (autorský výběr ze tří předchozích knih)

#### Literární kritika
- Shakespeare's Boy Actors (1939)
- Shakespeare for Young Players: A Junior Course (1942)
- Renown at Stratford (1953) (s Tyronem Guthriem)
- Twice Have the Trumpets Sounded (1954) (s Tyronem Guthriem)
- Thrice the Brindled Cat Hath Mew'd (1955) (s Tyronem Guthriem)
- A Voice From the Attic (1960)
- A Feast of Stephen (1970)
- Stephen Leacock (1970)
- One Half of Robertson Davies (1977)
- The Enthusiasms of Robertson Davies (1979)
- The Well-Tempered Critic (1981)
- The Mirror of Nature (1983)
- Reading and Writing (1993)
- The Merry Heart (1996)
- Happy Alchemy (1997)

### Divadelní hry
- Overlaid (1948)
- Eros at Breakfast (1948)
- Hope Deferred (1948)
- King Phoenix (1948)
- At the Gates of the Righteous (1949)
- Fortune My Foe (1949)
- The Voice of the People (1949)
- At My Heart's Core (1950)
- A Masque of Aesop (1952)
- Hunting Stuart (1955)
- A Jig for the Gypsy (1955)
- General Confession (1956)
- A Masque of Mr. Punch (1963)
- Question Time (1975)
- Brothers in the Black Art (1981)

### Operní libreta
- Doctor Canon's Cure (1982)
- Jezebel (1993)
- The Golden Ass (1999)